# Trachycarpus
Trachycarpus är ett växtsläkte av palmer med nio arter som ursprungligen kommer från Asien.
Träden är ganska småväxta och har stora, solfjäderformade blad som är mörkgröna. Blommorna är små och gula. Stammarna är täckta av grova fibrer. Trachycarpus-palmer klarar lägre temperaturer än många andra palmsläkten, eftersom de kommer från högt liggande områden i Himalaya och Kina. 